# Nowa Wieś Królewska (Opole)
Nowa Wieś Królewska (Duits: Bolko, 1784-1930 Königlich Neudorf) is een stadsdeel van de Poolse stad Opole. De plaats ligt vier kilometer ten zuidoosten van het stadscentrum van Opole aan de rechteroever van de Oder. 

## Geschiedenis
Het plaatsje werd voor het eerst vermeld in 1295 als Nova Villa. In 1401 werd het dorp vermeld als Newendorff en Nuwendorff. Na de Eerste Silezische Oorlog ging Neudorf in 1742 van Habsburgse in Pruisische handen over. In 1784 werd de naam veranderd in Königlich Neudorf. In 1822 woonden er 838 mensen in het dorp, in 1885 was dit al geklommen naar 2207. 
Bij het Referendum in Opper-Silezië in 1921 stemden 2474 kiesgerechtigden voor een verblijf in Duitsland, 741 stemden voor aansluiting bij Polen. In 1930 werd de naam gewijzigd in Bolko. In 1933 telde het dorp 7944 inwoners en in 1939 8351. 
Na de Tweede Wereldoorlog werd Silezië afgestaan aan Polen en werd de plaatsnaam veranderd in Nowa Wieś Królewska, wat een vertaling is van Königlich Neudorf. In 1955 werd het dorp een stadsdeel van Opole.